# Harry Heuer
Harry J. Heuer est un pilote automobile américain en voitures de sport sur circuits, du début des années 1960.

## Biographie

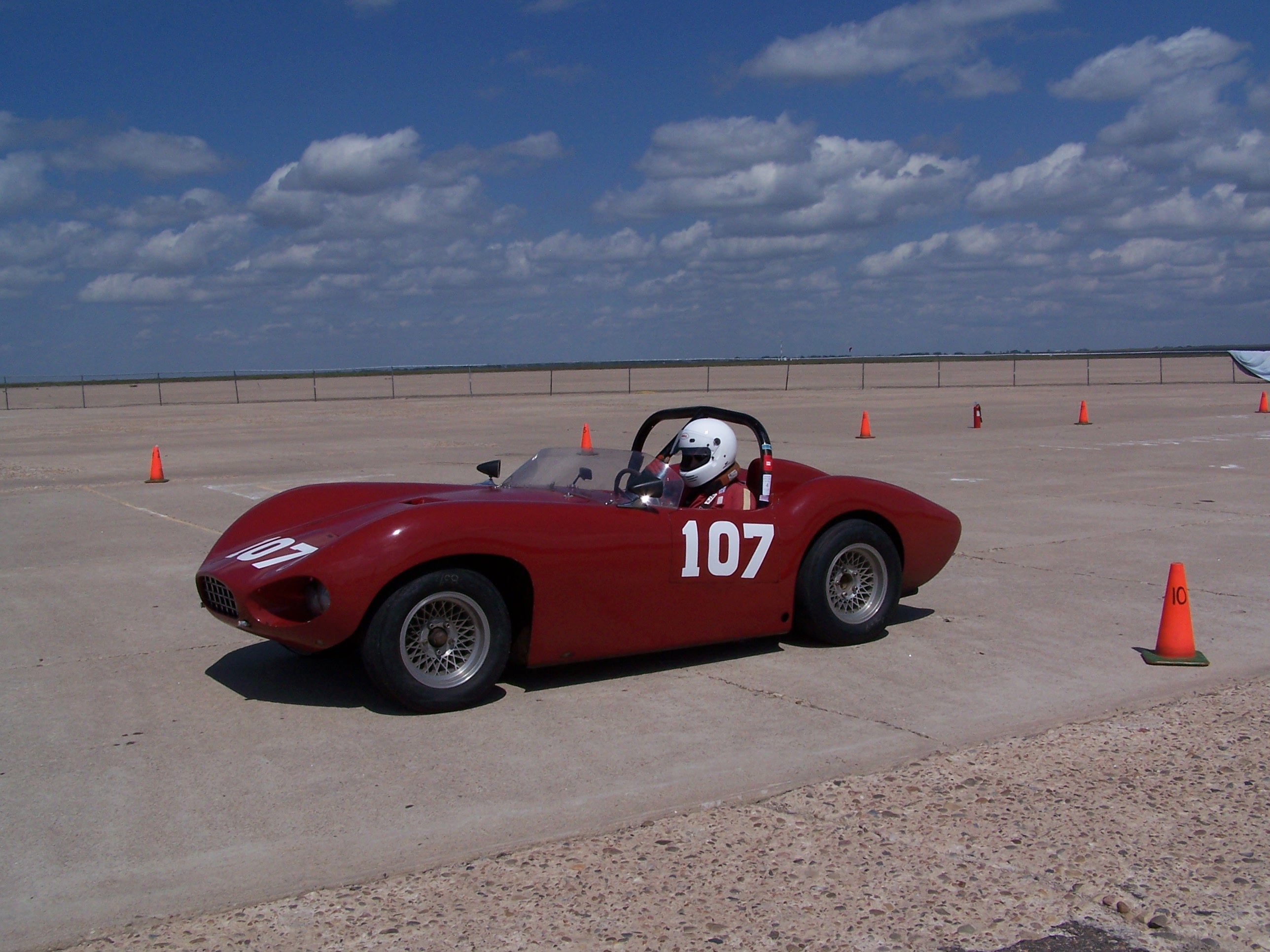
Une Bocar XP-5.

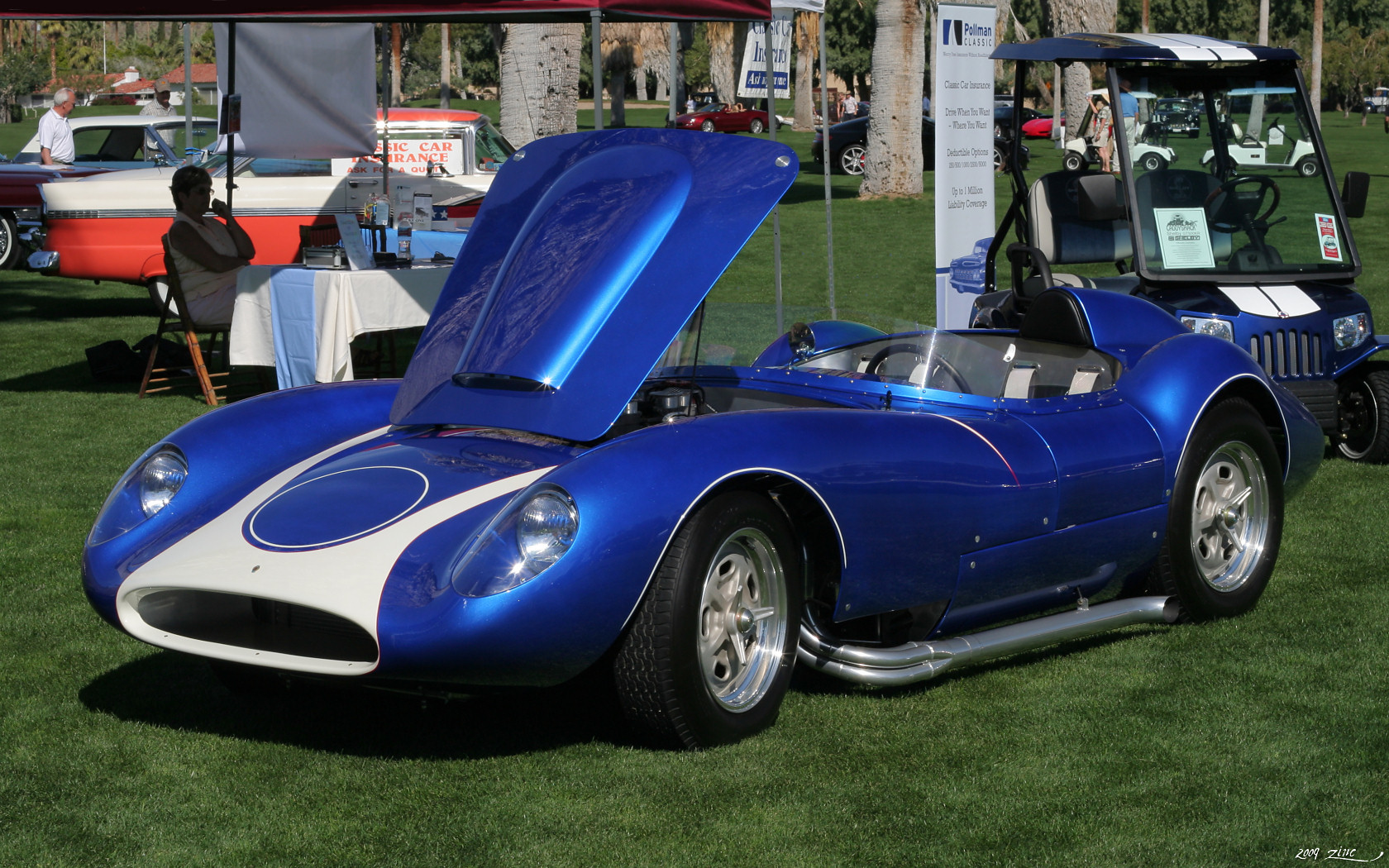
Une Scarab Mk II-Chevrolet classe BM, aux couleurs bleu et blanc de la bière Meister Brau alors propriétaire d'écurie de SportsCars.

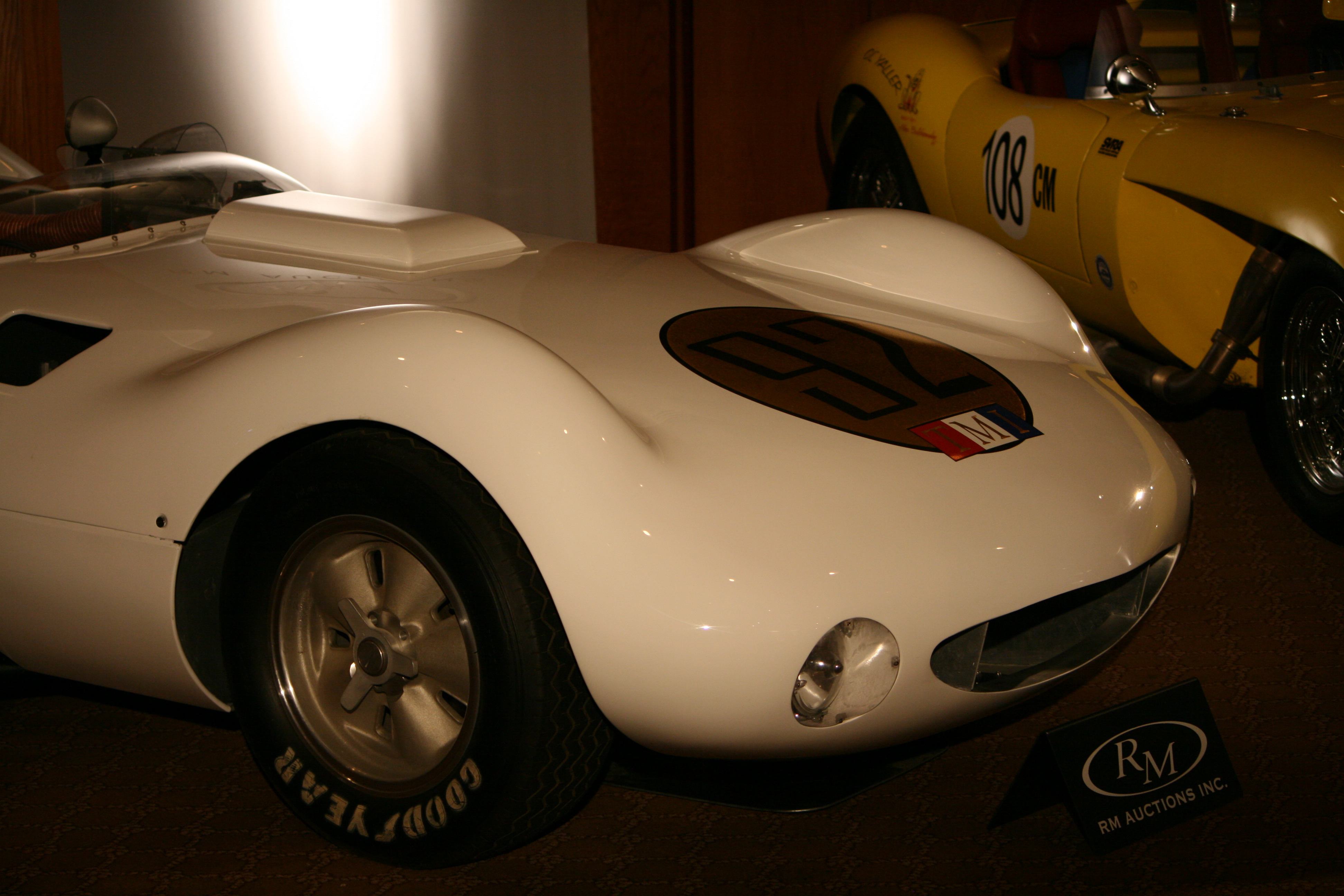
Une Chaparral 1-Chevrolet classe CM.

Sa carrière s'étale régulièrement de 1959 (déjà quelques course au Meadowdale International Raceway de Carpentersville, Illinois, sur Bocar XP-5 en championnat Road Racing USAC) à 1964.
Il obtient trois titres SCCA de Champion des États-Unis de voitures de sport consécutifs, de catégorie B-modifiée en 1961 (sur Scarab Mk II-Chevrolet de l'écurie Meister Brauser, succédant ainsi dans la classe à son compagnon d'écurie Augie Pabst), puis 1962 et 1963 (sur Chaparral version 1 à moteur Chevrolet Meister Brauser, avec désormais le titre de la catégorie C-modifiée).
Il remporte ainsi en National l'épreuve de Meadowdale en 1962 et 1963, ainsi que les 160 miles Road America en 1963 (après avoir terminé deuxième de la course en 1962). Toujours à Meadowdale, il obtient encore une autre victoire en 1963, cette fois placée sous l'égide des MWCSCC (Metropolitan Washington Council of Sports Car Clubs).

## Victoires de classe BM (1961)
- Road America, Thompson et Watkins Glen;

## Victoires de classe CM (1962 et 1963)
- 1962: Lake Garnett et Meadowdale;
- 1963: Road America et Meadowdale.